# Kirkia
Kirkia es un género de plantas de la familia  Kirkiaceae. Estuvo previamente incluido en la familia Simaroubaceae, pero ha sido transferido a su propia familia Kirkiaceae, junto con el género Pleiokirkia porque estos géneros no producen ni cuasinoides ni limonoides. Es originaria del este y sur de África. El género fue descrito por Daniel Oliver y publicado en Hooker's Icones Plantarum, en el año 1868. La especie tipo es Kirkia acuminata Oliv.

## Especies
- Kirkia acuminata Oliv.
- Kirkia dewinteri, Merxm. & Heine
- Kirkia pubescens Burtt Davy
- Kirkia tenuifolia Engl.
- Kirkia wilmsii Engl.